# Жозеф Мари Жакар
Жозеф Мари Жакар (фр. Joseph-Marie Jacquard, 7. јул 1752 — 7. август 1834) је био француски проналазач. Године 1801. јавно је приказао свој аутоматски разбој са револуционарним технолошким елементима. Овај његов проналазак проглашен је 1806. године јавним добром, а Жакар је награђен доживотном пензијом и специјалним повластицама. Његове бушене картице адаптирао је Чарлс Бебиџ, искористивши их за своју аналитичку машину. Технологија Жакаровог разбоја била је основа потоњег, модерног аутоматског разбоја и претеча савременог рачунара.

## Биографија
Жозеф Мари Шарлово презиме је било „Жакар”. У генерацији његовог деде, неколико грана Шарлсове породице је живело у Лионском предграђу Кузон о Мон д'Ор (на северној страни Лиона, дуж реке Саоне). Да би разликовале разне гране, заједница им је дала надимке; Жозефова грана се називала „Жакар” Шарлс. Стога је Жозефов деда био Вартоломеј Шарлс звани Жакар.
Жозеф Мари Шарл ди Жакар је рођен у конзервативној католичкој породици у Лиону, Француска, 7. јула 1752. Он је био једно од деветоро деце Жана Шарла ди Жакара, мајстора ткача из Лиона, и његове супруге Антоанете Рив. Међутим, само су Џозеф и његова сестра Клеманс (рођена 7. новембра 1747) преживели до пунолетства. Иако је његов отац био имућни човек, Џозеф се није школовао и остао је неписмен све до своје 13. године. Коначно га је подучавао његов зет, Жан-Мари Барет, који је водио штампарију и продају књига. Барет је такође упознао Жозефа са ученим друштвима и научницима. Жозеф је у почетку помагао свом оцу да управља његовим разбојом, али се посао показао превише напорним, те је Жакар стављен прво код књиговезнице, а затим код произвођача штампарских слова.
Жозеф Мари Жакар рођен је 1752. године у Лиону у Француској. Његов отац је био ткач и оставио му је у наследство два ткачка разбоја са којима је Жозеф започео сопствени посао. У послу није био успешан, наводно зато што је већ 1790. почео да ради на усавршавању разбоја, у жељи да да олакша дуготрајан, досадан и понављајући посао ткача. Његов посао је пропао и Жакар је једно време престао да се бави ткачким занатом, а у међувремену је учествовао у Француској револуцији.
Постоји одређена конфузија у вези са Жакаровом раном радном историјом. Британски економиста сер Џон Бауринг упознао је Жакара, који је рекао Баурингу да је у једном тренутку био произвођач шешира од сламе. Ејмар је тврдио да је пре него што се укључио у ткање свиле, Жакар био словар (произвођач штампарских слова), војник, белилац (blanchisseur) сламнатих шешира и гасилац креча (произвођач креча за малтер). Барлоу тврди да је Жакар пре брака радио за књиговезца, као словар и произвођача прибора за јело. Након што се оженио, Жакар је покушао да прави прибор за јело, слова и да тка. Међутим, Барлоу не наводи никакве изворе за те информације.
Жозеф се 26. јула 1778. оженио са Клодин Бошон. Она је била је удовица из средње класе из Лиона, која је поседовала имање и имала значајан мираз. Међутим, Жозеф је убрзо запао у дубоке дугове и изведен је на суд. Барлоу тврди да је након што је Жакаров отац умро, Жакар започео посао ткања фигура, али је пропао и изгубио сво своје богатство. Међутим, Барлоу не цитира ниједан извор који би подржао своју тврдњу. Да би измирио своје дугове, био је дужан да прода наследство и да присвоји мираз своје жене. Његова супруга је задржала кућу у Олинсу (на јужној страни Лиона, дуж реке Роне), где је пар живео. Пар је 19. априла 1779. добио своје једино дете, сина Жана Марија. Шарл Бало је изјавио да су након гушења Лионске побуне 1793, Жозеф и његов син побегли из града придруживши се револуционарној војсци. Заједно су се борили у кампањи на Рајну 1795. године, служећи у батаљону Рона и Лоара под генералом Жан Шарл Пишегру. Жозефов син је убијен изван Хајделберга. Међутим, Бало је поновио гласине и био је траљав историчар. На пример, изјавио је да је Жакарова жена Клодет Бошон била ћерка Антоана-Елона Бошона, мајстора квача мачева, док је Клодет била удовица која је била удата за господина Бошона пре него што се удала за Жакара.

## Жакаров разбој
Године 1801. Жакар је конструисао механички разбој који за ткање шара користи низ бушених картица и представио га на индустријској изложби у Паризу. Разбој је врло брзо прихваћен и већ 1806. године само у Француској је било 11000 оваквих разбоја. За сваки од њих Жакар је добијао накнаду. Исте године овај његов проналазак проглашен је јавним добром, а Жакар је награђен доживотном пензијом и специјалним повластицама. Данас је такав разбој познат као Жакаров разбој.

### Принцип рада Жакаровог разбоја
Жакаров ткачки разбој је користио бушене картице за контролу операција. Овај разбој је имао програм који се састојао од низа бушених металних картица којим се управљало радом разбоја. Игле су упадале у рупе на картици, а различите комбинације убушења креирале су различите шаре и дезене истканог материјала, чиме је квалитет и дизајн тканина драматично побољшан. Најједноставније понављајуће шаре могле су да стану на једну картицу док су оне сложеније захтевале читав шпил. На основу распореда отвора на картицама ткачки разбој је бирао боје које треба користити на одређеним местима. Када су се картице повезивале у траку разбој је могао да тка шару која ће се понављати.

## Револуционарност изума
Бушене картице су се у наредном периоду интензивно користиле за аутоматизацију различитих поступака. Током 19. века бушене картице користиле су се и у разнима врстама музичких кутија (вергл).
Жакаров разбој се сматра првом машином са програмираним аутоматским радом. Одиграо значајну улогу и у развоја првих рачунара. Идеја је била да се систем изгради и контролише коришћењем бушених картица, што је постала основа рачунарског програмирања.

## Занимљивости
Увођење Жакарових разбоја је проузроковало немире у текстилној индустрији јер је примена довела до масовног отпуштања радника. Први Жакаров разбој су уништили ткачи свилених тканина, бојећи се да ће због њега изгубити посао.
Енглески математичар Чарлс Бебиџ је крајем 19. века радио на пројектовању такозване аналитичке машине, која би била програмирана помоћу бушених картица (какве су се користиле код савремених рачунара све до осамдесетих година 20. века). Његова сарадница Ада Бајрон Кинг, ћерка Лорда Бајрона и грофица од Лавлејса, дала је спецификације програма за аналитичку машину. Она је дала је експлицитан опис алгоритма за израчунавање Бернулијевих бројева и тако постала први програмер у историји. Тај рад штампан је 1843. и наравно потписан иницијалима А. Л. Л. јер је било неприкладно да се жена њеног друштвеног статуса бави било каквим послом, па тако и математиком. Ада је аналитичку машину описала следећим речима: „Аналитичка машина тка алгебарске узорке баш као што Жакаров разбој тка цвеће и лишће”.
Жакаров разбој био је инспирација и Херману Холериту, који је на сличном принципу бушених картица конструисао машину помођу које је успешно обављен табеларни приказ пописа становништа у САД 1890. године.